# NGC 5999
NGC 5999 est un amas ouvert situé dans la constellation du Règle. Il a été découvert par l'astronome écossais James Dunlop en 1826.
Selon la classification des amas ouverts de Robert Trumpler, cet amas renferme entre 50 et 100 étoiles (lettre m) dont la concentration est moyennement forte (I) et dont les magnitudes se répartissent sur un grand intervalle (le chiffre 3). Toutefois, selon le catalogue Lynga, la répartition des magnitudes des étoiles de NGC 6322 est moyenne (2)

## Observation
Avec une magnitude visuelle de 9,0, on peut observer l'amas avec des jumelles dont l'ouverture est de 60 à 70 mm ou avec un petit télescope.
avec un télescope 

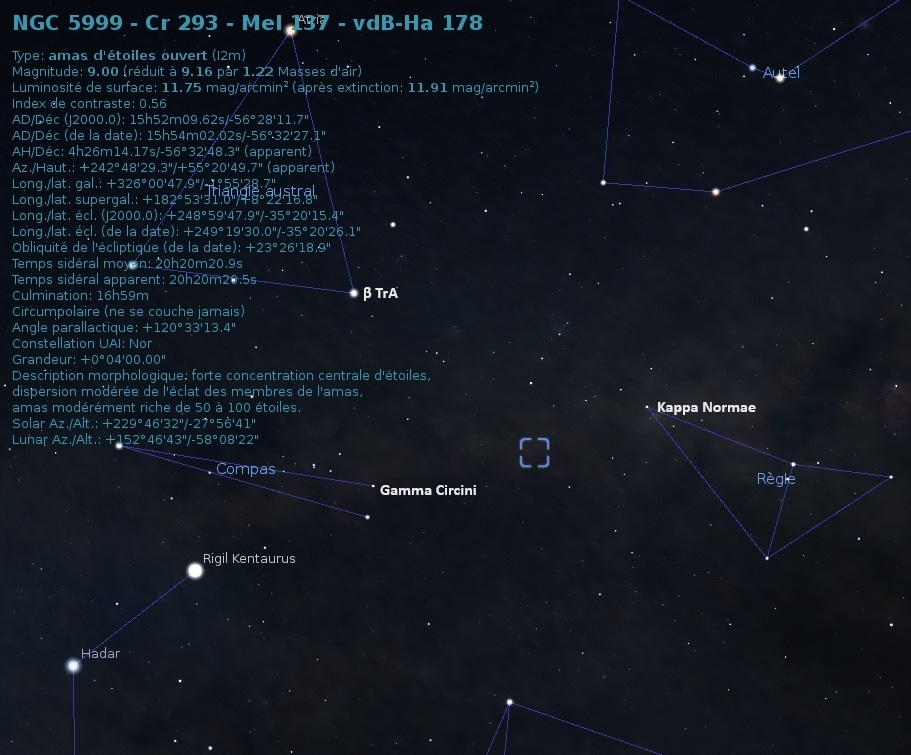
Localisation de NGC 5999 dans la constellation de la Règle. (Stellarium)

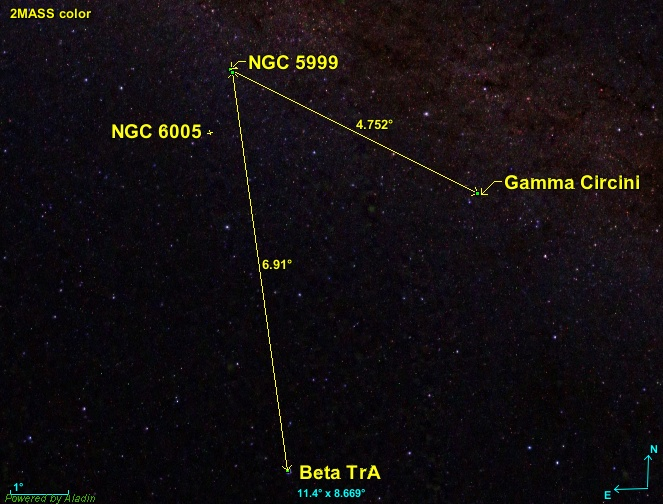
Position de NGC 5999 par rapport à deux étoiles.

NGC 5999 est assez éloigné des principales étoiles brillantes. Il est situé à environ 4,75 degréa au nord-est de l'étoile Gamma Circini et à 6,9 degrés au nord-est de Beta TrA. L'amas ouvert NGC 6005 se trouve dans la même région du ciel.

## Caractéristiques
Certaines caractéristiques apparaissent sur la base de données Simbad, mais une publication très récente (2023) basée sur les mesures de la parallaxe par le satellite Gaia a permis une mise à jour importante des données. Les données du « GAIA EARLY DATA RELEASE 3 (GAIA EDR3) » ont également permis aux auteurs (Almeida, Monteiro et Dias) de cette publication d'estimer la masse de 773 amas ouverts, dont celle de NGC 5999 qui est de 1203 ± 240 {\displaystyle M_{\odot }}.

### Distance, taille et vitesse
Selon Almeida et ses collègues, cet amas est à 2 294 ± 81 pc du système solaire.
La parallaxe moyenne des étoiles de l'amas a été obtenue des mesures effectuées par le satellite Gaia. Quatre valeurs différentes publiées dans de récents articles (2018 à 2021) sont indiquées sur la base de données Simbad : 0,349 ± 0,027 mas, 0,329 ± 0,040 mas, 0,326 ± 0,039 mas, et 0,326 ± 0,003 mas. La valeur moyenne de la parallaxe et de leur incertitude est égale à 0,332 5 ± 0,027 3 mas, ce qui correspond à une distance de 3008 +228
−268. Cette distance est passablement supérieure à celle proposée par Almeida et ses collègues.
Selon les sources, la taille apparente de l'amas 3,0′, ou 3,4′ (3,2 ± 0,2') ce qui, compte tenu de la distance de 2 294 ± 81 pc et grâce à un calcul simple, équivaut à une taille réelle de 7,0 ± 0,7 al.
Trois vitesses très semblables sont aussi indiquées sur la base de données Simbad: −30,78 ± 0,48 km/s, −30,883 ± 0,355 km/s et  −30,78 ± 0,48 km/s. La moyenne des vitesses et de leurs incertitudes de cet échantillon est de −30,81 ± 0,44 km/s.

### Mouvement propre
Simbad indique six couples de valeurs pour le mouvement propre de l'amas, dont quatre différents, mais très semblables, qui proviennent d'articles publiés entre 2018 et 2021. Ces valeurs en ascension droite et en déclinaison sont :
- −3,416 ± 0,079 mas/an et −4,227 ± 0,072 mas/an[9]
- −3,389 ± 0,092 mas/an et −4,210 ± 0,099 mas/an[10]
- −3,389 ± 0,094 mas/an et −4,216 ± 0,097 mas/an[11],[12]
- −3,389 ± 0,006 mas/an et −4,216 ± 0,008 mas/an[13]

Le mouvement propre moyen obtenu de ces quatre valeurs en ascension droite et en déclinaison est égal à −3,020 ± 0,014 mas/an et −4,217 ± 0,007 mas/an.

### Métallicité
Simbad rapporte deux valeurs de la métallicité, soit 0,079 et -0,003. Selon Almeida et ses collègues, la métallicité de l'amas est égale à 0,135 ± 0,051. Selon cette valeur, le pourcentage d'éléments lourds (plus lourd que l'hydrogène et l'hélium) de cet amas serait compris entre 121% et 153% (100,135 ± 0,051) de celui du Soleil.

### Âge
Webda et Lynga indiquent un âge de 398 millions d'années (log10=8,60),, ce qui est nettement supérieur aux 168 millions d'années proposé par Almeida et ses collègues.
Selon un article publié en 2022, son âge est du même ordre de grandeur, mais nettement moins grand.
Deux valeurs venant de deux articles plus anciens (2020)  sont indiquées, soit 347+110
−84 Ma (108,54 ± 0,12) et 200 Ma (108,30), mais la valeur retenue dans cet article est de 49+13
−10 Ma (107,69 ± 0,10).

## Étoiles

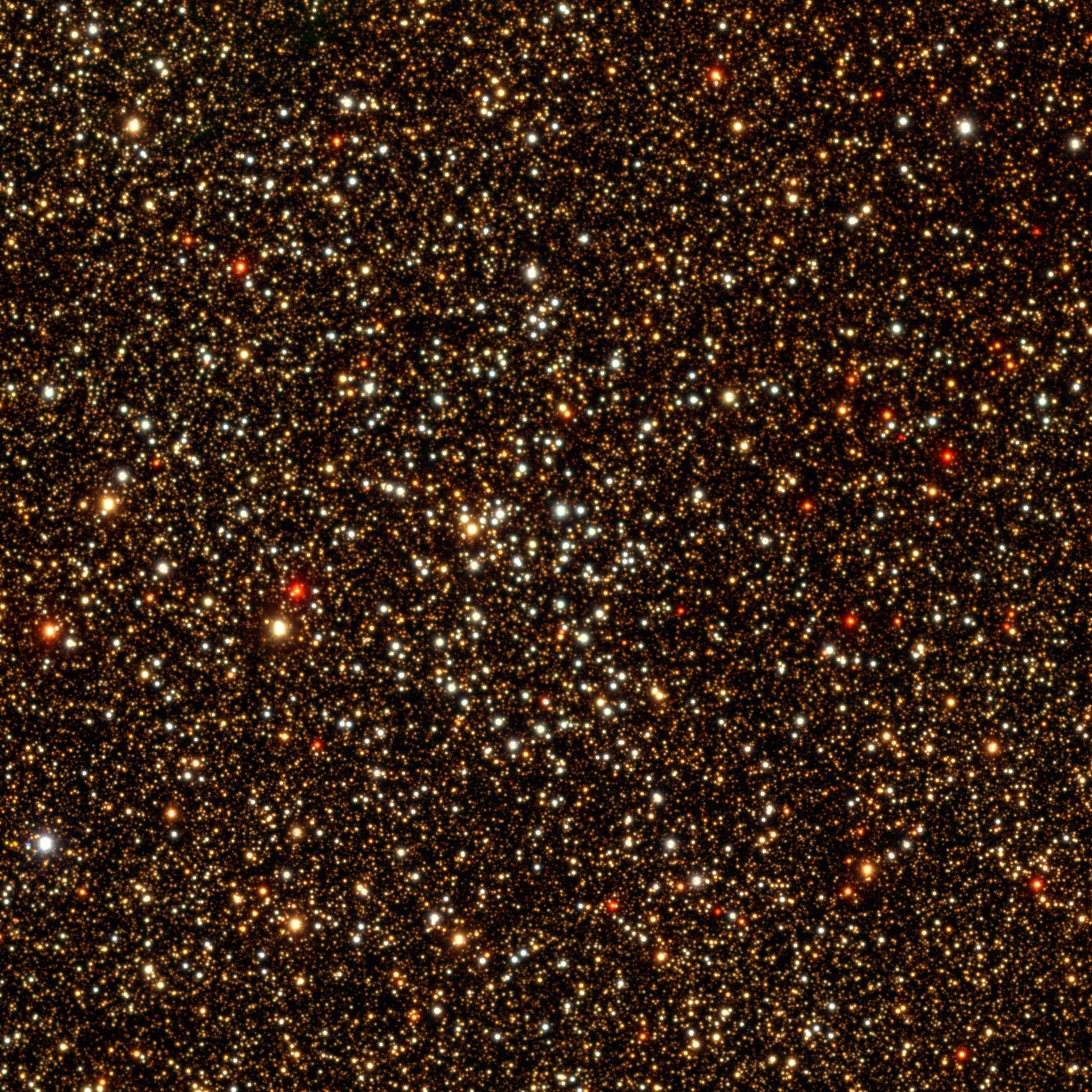
Image de NGC 6005 réalisée avec le Legacy Survey Sky Browser.

Selon Llorente et Morales-Morales-Durán, NGC 5999 renferme  au moins quatre étoiles  traînardes bleues. Selon un article publié en 2022, il existe 78 étoiles dont la probabilité d'appartenir à l'amas est supérieure à 90% et la masse de l'amas est de 856 ± 33 {\displaystyle M_{\odot }}.
Simbad montre aussi un bouton nommé Children. En cliquant sur ce bouton, on atteint une section de cette base de données qui renferme un tableau contenant 624 entrées pour NGC 5999. Cependant, des étoiles (les Children) peuvent apparaître plusieurs fois dans la deuxième colonne du tableau, d'où le nombre de liens bibliographiques qui est supérieure au nombre d'étoiles. La quatrième colonne de ce tableau indique la probabilité que l'étoile appartienne à l'amas. En cliquant sur le titre de cette colonne, on peut classer la probabilité par ordre croissant ou décroissant. En cliquant sur la désignation de l'étoile, on atteint la page de Simbad qui résume ses propriétés.